# Ллойд Бекон
Ллойд Френсіс Бекон (англ. Lloyd Bacon; 4 грудня 1889 — 15 листопада 1955) — американський актор театру і кіно, кінорежисер. Як режисер він знімав фільми практично у всіх жанрах: вестерн, мюзикл, комедія, гангстерські фільми, кріманальні драми. Був одним з директорів кінокомпанії «Warner Bros.» в 1930-х роках.

## Біографія
Бекон народився в Сан-Хосе, штат Каліфорнія, в сім'ї актора Френка Бекона і Дженні (Вейдман) Бекон.
Бекон почав зніматися в кіно як актор з Чарлі Чапліном і знявся в більш ніж в 40 фільмах. Найбільш помітними були його ролі у фільмах «Бродяга» (1915), «Чемпіон» (1915) і «Тиха вулиця».
Пізніше він був режисером більше ніж 100 фільмів у період з 1920 по 1955 рік, серед яких найбільш відомі: «42-а вулиця», «Мічена жінка», «Ковбой з Брукліна» (в якому знявся Рональд Рейган), «Кроки в темряві».
Бекон помер 15 листопада 1955 від крововиливу в мозок. Він пережив двох своїх колишніх дружин, син Френк (1937—2009) і дочка, Бетсі.